# Francine Verlot
Francine Verlot née le 2 mai 1945 à Colfontaine, est une cycliste belge.

## Palmarès sur route
- 1965
  - 3e du championnat de Belgique sur route
- 1966
  - Ham-sur-Sambre
  - 2e du GP Stad Roeselare
- 1967
  - 3e du championnat de Belgique sur route
- 1968
  - 3e du championnat de Belgique sur route
- 1970
  - 3e du championnat de Belgique sur route
- 1971
  - 3e du championnat de Belgique sur route
- 1972
  - 3e du championnat de Belgique sur route